# Nguyễn Thái Hưng
Nguyễn Thái Hưng (sinh ngày 18 tháng 7 năm 1965) là một chính khách người Việt Nam. Ông hiện là Chủ tịch HĐND tỉnh Sơn La.

## Xuất thân
Ông sinh ngày 18 tháng 7 năm 1965, có quê quán tại huyện Kim Động, tỉnh Hưng Yên.
Ông có trình độ kỹ sư xây dựng, cử nhân lý luận chính trị.

## Bị kỷ luật
Kỳ họp 42 của Ủy ban Kiểm tra trung ương (họp từ ngày 3 đến 8-1 tại Hà Nội), Ủy ban Kiểm tra trung ương đã xem xét, quyết định thi hành kỷ luật ông Nguyễn Thái Hưng, ủy viên Ban thường vụ Tỉnh ủy, bí thư Đảng đoàn, chủ tịch HĐND tỉnh Sơn La, bằng hình thức khiển trách.
Lý do kỷ luật là vì ông có người thân vi phạm trong kỳ thi THPT quốc gia năm 2018 tại tỉnh Sơn La, vi phạm các quy định của Đảng về trách nhiệm nêu gương của cán bộ, đảng viên, nhất là cán bộ lãnh đạo chủ chốt.